# Hedwig Saxenhuber
Hedwig Saxenhuber  ist eine österreichische Ausstellungskuratorin, Autorin und Herausgeberin der Kunstzeitschrift Springerin.

## Leben und Wirken
Saxenhuber wuchs in Neuzeug (Gemeinde Sierning) auf und besuchte in Steyr das Gymnasium. Nach der Matura studierte sie in Wien Architektur. Sie ist seit 1997 Autorin und Co-Herausgeberin der Kunstzeitschrift springerin – Hefte für Gegenwartskunst. Hedwig Saxenhuber lebt und arbeitet in Wien.

## Tätigkeit aus Ausstellungskuratorin (Auswahl)
- 1992–1996: Kunstverein München
- 1999: Erlauf erinnert sich ..., Erlauf
- 2004: Kurze Karrieren, mumok (mit Susanne Neuburger)
- 2005: Play Sofia, Kunsthalle Wien
- 2005–2014: Kunstraum Lakeside, Klagenfurt
- 2006: Postorange, Kunsthalle Wien
- 2008: 6. Gyumri Biennale, Gyumri, Armenien (Co-Kuratorin)
- 2008: Kunst + Politik, Museum auf Abruf (MUSA)[2]
- 2011: Viennafair, Wien (Co-Kuratorin)[3]
- 2015: The School of Kyiv, Kiewer Biennale, Kiew[4]
- 2018: WER WAR 1968? Kunst, Architektur, Gesellschaft, Lentos und Nordico, Linz[5][6]

## Tätigkeit als Herausgeberin (Auswahl)
- Erlauf erinnert sich ..., Katalog, Revolver Verlag Frankfurt, 2004.
- VALIE EXPORT, Ausstellungskatalog, NCCA National Centre for Contemporary Art und Ekaterina Foundation, Moskau. Sonderausstellung der 2. Moskau Biennale 2007, Folio Verlag, Wien-Bozen 2007.[7]